# ラブラブル 〜lover able〜
『ラブラブル〜lover able〜』は、SMEEより2011年2月25日に発売されたアダルトゲームである。2012年1月27日に続編である『同棲ラブラブル』が発売された。
本作は、海辺の町の喫茶店｢フルーティア｣を舞台に、そこで働く主人公が同僚のヒロインたちと恋愛関係になっていく恋愛アドベンチャーである。
本作は前作『らぶでれーしょん!』の反省を生かす形で生み出された。
前作同様に甘甘なカップル描写には力を入れている一方で、前作とは異なりヒロイン同士の横のつながりが生まれるなど、ユーザーアンケートでの声によると思われる改善が見られる。なお、親ブランドのHOOKSOFTの作品も含め長らく登場し続けていた幼馴染ヒロインは、本作においては登場していない。
また、SMEEブランドにおいては初めてとなる続編発売を達成した作品でもある。

## ストーリー

### ストーリー（ラブラブル）
愛沢 晴樹とその妹・花穂は父親の仕事の都合で幼い頃より転校を繰り返していたが、「旧友との別れにこれ以上耐えられない」という思いから、叔父の経営するカフェを手伝うという条件付きでこの夏から美浜町で二人暮らしをすることとなった。引っ越してきた当日の夕方、偶然通りかかった海岸沿いで助けた琴宮 千夏と会話をしていく内に彼女を作りたいと考えるようになる。以後、転校した美浜学園やバイト先で様々な出会いを経験することとなる。

### ストーリー（同棲ラブラブル ）
千夏編
「美浜学園」を卒業してから迎えた最初の夏、晴樹は千夏と同棲する。

花穂編
「友枝女学院」を卒業した花穂は、「美浜学園」に編入し、二人そろって同棲生活を送ることになった。

つぐみ編
晴樹と同棲生活を始めてから数か月、つぐみは精神的な成長を遂げていた。

奈々子編
本編から2年後、晴樹は奈々子と同居しながら、彼女を支えていた。

さつき編
さつきと恋人同士になった晴樹は彼女の実家に居候することになった

## 登場人物

### 主人公
愛沢 晴樹（あいざわ はるき）※名前変更可能
「美浜学園」に通う事になるごく普通の青年。
普段はボケ担当で周囲からツッコまれているが、舞台である美浜町は変わり者が多くツッコミに回る事もあり、トラブルが発生しても冷静に対応できる判断力も備えており周囲からの信頼も厚い。
また両親の仕事の関係で幼少の頃から留守番や花穂の世話をしてた為か、自活能力は高い。

### メインヒロイン
琴宮 千夏（ことみや ちなつ）
声 - 夏野こおり
晴樹の通う「美浜学園」へ同じ日、同じクラスに転校してきた生徒。入学前日に晴樹が助けた事がきっかけで仲良くなる。後に晴樹の薦めでフルーティアで働くようになる。
家族以外は誰に対しても口調で話し(ただし恋人関係になると次第にタメ口になっていく)、性格も穏やかだが少々天然ボケも入っている。
基本的に誰にでも優しいが、妹の美冬に危害を加えようとする人間には攻撃的になる。
サケクマというマスコットを大変気に入っており、所持金の続く限り関連グッズを購入しては美冬に怒られている。『同棲ラブラブル』の彼女のシナリオでは、彼女の要望に応じ続けていると最終的には部屋中にサケクマグッズが溢れかえる事になる。
練習できる家庭環境ではなかったのも災いして料理が壊滅的に下手だが「同棲ラブラブル」では晴樹が認める程に料理の腕が上達している。
愛沢 花穂（あいざわ かほ）※苗字は晴樹と同じになる
声 - 春日アン
晴樹より2歳年下の実妹で幼少のころから兄を慕っている。晴樹と異なり「友枝女学院」に通っている。
容姿端麗、頭脳明晰、運動神経抜群で異性からの人気も高く、外ではしっかりした妹を演じているが、家では兄に甘えている。
晴樹の事を外では「兄さん」家では「お兄ちゃん」と使い分けている。ただし「同棲ラブラブル」の自身のシナリオでは人前でも「お兄ちゃん」呼びで統一されている。
美容に対する知識が豊富かつ自身も美容に気を使っており、よく晴樹をからかって楽しんでいる半面、食べ物絡みの誘惑や制裁には非常に弱い。また晴樹と同様に炊事や洗濯などの家事は一通りこなせるが、普段の家事は晴樹がほとんどを行っている。
「同棲ラブラブル」では自身のシナリオでは美浜学園に進学するが、その他のシナリオでは友枝を卒業後に実家に帰ってしまい全くと言っていいほど登場しない。
姫野 つぐみ（ひめの つぐみ）
声 - 遠野そよぎ
晴樹より先にフルーティアで働いている学園の後輩で、奈々子の指示で晴樹とパートナーを組んでいる。何事にも一生懸命だが少々ドジ。
過去の経験により男性恐怖症になっており最初のうちは晴樹を避けているが、とある出来事がきっかけで打ち解けて以降は晴樹を慕うようになる。
晴樹や花穂はもとより、母親にも弄られる事がよくあるが周囲との関係は良好。
冒頭では風邪をひいて店を休んでいるため、体験版では他のヒロインと比べて出番が少ない。

三枝 奈々子（さえぐさ ななこ）
声 - 柚木かなめ
晴樹のバイト先の従業員で、彼らが引っ越したアパートで隣の部屋に住んでいる。
仕事をしない店長に代わり店を仕切っており、仕事をしっかりこなす上に指導も親切丁寧なので他のスタッフから頼りにされている。
抜群のスタイルとは裏腹に異性との接触や恋愛には全く免疫が無く、下ネタの会話などをされると悲鳴をあげながら逃げ出す。
重度のレトロゲーマーで、一度プレイを始めると熱中して止まらなくなる為、普段はゲーム機を物置に厳重に封印している。
柳瀬 さつき（やなせ さつき）
声 - 春乃伊吹 / 北都南（「同棲ラブラブル」より）
晴樹の隣の席にいる同級生。後に晴樹に誘われてフルーティアで働くようになる。
所謂ボクっ子で、大人しい性格のため無表情に見えるが好奇心は人一倍強い。読書や虫の観察が好きで、スベスベマンジュウガニやトゲアリトゲナシトゲトゲ等のマニアックな虫の知識を持っている。また晴樹の創作したキャラクター「もんぎゃー」のセンスに作中で唯一理解を示した。
幼少の頃から非常に仲睦まじい両親の様子を見て育ってきたため、バカップルのような直情的な恋愛に憧れを抱いている節がある。
ペットに「とんかつ」という名前のメスの子豚を飼っており、とても大事にしている。

### その他
琴宮 美冬（ことみや みふゆ）
声 - 七ヶ瀬輪
花穂と同じく友枝女学院に転校してきた生徒で、千夏の義妹にあたる（父親の再婚相手の連れ子）。穏やかな姉とは対照的に口より先に手が出るタイプ。花穂とはいがみ合う事も多いが基本的に仲は良い。
「同棲ラブラブル」では友枝を卒業後、美浜学園に進学している。
須賀原 奈緒（すがわら なお）
声 - 逢川奈々
つぐみの同級生で、彼女の恋を全力で応援している。｢同棲ラブラブル｣では髪を伸ばしている。
彩峰 希依（あやみね きえ）
声 - 松永雪希 / 紫木恋（同棲ラブラブル）
美浜学園2年A組の担任。普段は穏やかだがスイッチが入ると性格が豹変して非常に口が悪くなるため、恋人ができずにいる。
天川 流星（あまかわ りゅうせい）
声 - 工藤和真
晴樹、千夏、さつきの同級生。鋭い目つきから不良と誤解されがちだが、本当は大人しいだけの普通の青年。
今までやっていたバイトに嫌気がさして退職し、途方に暮れていたところをビッチ姉に連れてこられる形でフルーティアで働くようになる。
後にビッチ姉に恋心を抱くようになる。
店長（てんちょう）
声 - 西岡賢吾
本名不明。晴樹・花穂の叔父にあたる。フルーティアの店長でありながら、仕事を従業員に任せ店で遊んでおり、本人は経理や事務など裏方で頑張っていると主張するが誰にも信用してもらえない。
よく奈々子に対して失言を発し、その度に鼻から練りからし&練りわさびを注入される等の制裁を受けている。
ビッチ姉（-ねえ）
声 -
本名不明。フルーティアでキッチンを仕切っている。既婚者で二児の母親でもある。
その名前に違わず下ネタ大好きで、口も悪い。
｢同棲ラブラブル｣において「中島」という姓の姉がいる事が判明する。
柳瀬 一樹（やなせ いつき）
声 - 神宮寺穂波人
さつきの父親。｢同棲ラブラブル｣より登場。
テンションが高く性に対して非常に開放的な自称「愛の伝道師」。妻・詩織を溺愛している。
晴樹が処分しようとしたアダルトビデオをこっそり私物化しようとしたり、詩織に構ってもらうためにわざと野菜嫌いを演じるとなど一筋縄ではいかない部分もある。
柳瀬 詩織（やなせ しおり）
声 - 榎津まお
さつきの母親。｢同棲ラブラブル｣より登場。ラブラブルでも｢さつきの母｣として声だけ登場している。
夫・一樹を心から愛しており家族関係は極めて良好。
さつきをからかう為に晴樹に対し色仕掛けなどのいたずらをする事がある。
沢城 舞（さわしろ まい）
声 - 雪都さお梨
フルーティアの新メンバーで、つぐみの後輩。｢同棲ラブラブル｣より登場。
気が弱く、一生懸命だがテンパってしまい空回りする事が多く、晴樹にもつぐみを彷彿とさせているが男性恐怖症ではない。
口が悪く気性が激しい美冬に恐怖を抱いており非常に苦手としている。

## スタッフ
- 監修
  - 宅本うと
- シナリオ
  - 早瀬ゆう、雪仁(本編のみ)、モーリー(同棲ラブラブルのみ)
- 原画
  - ひなたもも (琴宮 千夏、三枝 奈々子、柳瀬 さつき)
  - あめとゆき (愛沢 花穂、姫野 つぐみ、及び追加女性サブキャラ)
  - らっこ (本編のサブキャラ全部)[5]
  - 真海 (追加男性サブキャラ)

## 主題歌
ラブラブル〜lover able〜 主題歌「Crazy for you☆」
作詞 - tae / 作曲 - Sound Studio B / 歌 - 茶太
ラブラブル〜lover able〜 挿入歌「Linked☆Lovers」
作詞 - tae / 作曲 - Sound Studio B / 歌 - 茶太
同棲ラブラブル 主題歌「描いてた夢」
作詞 - 中山♥マミ / 作曲 - 篠原瑞希 / 歌 - 柚木ちな

## 小説版
- 『ラブラブル』（出版・イーグルパブリシング〈パンプキンノベルズ〉、著・赤月蓮理、2011年6月発行） - 小説版は『千夏ルート』をベースとしている一方、序盤で千夏と主人公が【自分達が付き合っていることはみんなに内緒】という取り決めをしてしまったが故に、主人公が千夏に断りなく他のヒロイン達と肉体関係を持つ(浮気する)という内容になっている。

## 開発
本作は、前作『らぶでれーしょん!』の発売からほどなくして開発が開始された。
ディレクターの宅本うとはGame-Styleとのインタビューの中で、「前作の雰囲気を生かしつつもさらによいものを作ることを考えているうちに1、2か月を費やしたが、そのあたりのイメージが固まった後はスムーズにいった」と振り返っている。
本作のシナリオライターは前作のサブシナリオを手掛けた早瀬ゆうが起用された。早瀬は本気でプレイしたユーザーの気持ちを汲み取ったゲームを作りたいと考えており、「主人公とヒロインが友人同士から恋人同士になったとき、関係や雰囲気が変わらないことに不満を抱いていた」とGame-Styleとのインタビューの中で述べており、本作のシナリオにおいては「付き合った後の雰囲気の変化」を重視したと述べている。
本作はストーリーに深みを持たせる代わりに、ヒロインの心情の変化に起承転結を持たせるという方針がとられており、表情やイベントを通じてヒロインの変化を示すという手法がとられた。
前作ではヒロインが主人公から贈られた腕輪をつけたり髪形を変えるなどの演出があったのに対し、本作では髪形のほかにも私服が変化するという演出がとられた。また、現実の若者の恋愛事情を反映するため、携帯電話のメールの文面もヒロインの心情の変化を示すアイテムとして採用された。
ヒロインの変化を楽しみながら周回プレイができるように、ヒロインの設定のうち、公式サイト等で事前に公開した部分は、主人公と付き合った後に変化するという仕組みがとられた。
本作におけるHシーンは、すべての行動の積み重ねの結果に位置付けられていることからその内容には細心の注意が払われ、気持ちの変化を表現するために差分が多数用意された。
なお、できることを積み重ねたいという宅本の意向から、ハーレムルートの導入は見送られた。また、本作はギャグシーンが多い一方、パロディは控えめである。これは、「頭を空っぽにして楽しむ」というコンセプトから逸れてしまうことに加え、早瀬が現在流行している物事に疎いことに由来する。
本作は、飲食店で働く人々の描写が多いという特徴があり、これは宅本が学生時代に高級志向のファミリーレストランで勤務していたことが影響している。宅本はファミレスの楽しさや萌えポイントを描きたかったと「コミックメガストア」とのインタビューの中で明らかにしており、たとえばこのような店では強制的に「AとBが休憩に入って」という指示が入るため、2人きりになりやすく、そこから仲が発展することが連想された。とはいえ、容量の都合上本作ではほのめかし程度に収まった。

### キャラクター設定
早瀬はシナリオを構成する際は「プレイヤーだったらこのような選択をするのだろう」という指針を立て、重要な場面でプレイヤーが主人公に対して共感を持てるようにした述べ、主人公の造形には苦労したと振り返っている。主人公が転校早々男子学生に絡んだ末友人関係を結んだあと「人間関係はこういうものだ」と断言する場面について、早瀬は持論であると同時に、学生時代に知らない人と一緒にアルバイトをしてきた経験がベースになっていると「コミックメガストア」とのインタビューの中で語っている。
メインヒロインである千夏は、「可愛い普通の女の子」というコンセプトのもと、オーソドックスな「学園のアイドルになった転校生」のキャラクターとして作られた。早瀬は「清楚でかわいらしいお姫様のようなヒロインが普通の女の子だったら面白い」という発想から千夏を作ったとGame-Styleとのインタビューの中で述べており、「普通」の部分に悩んだ末に「付き合う前後で態度が変わる」という手法を取り入れ、普段の主人公の行動の積み重ねで変化する姿を描くことにした。
主人公の実妹である花穂は早瀬が妹キャラ好きだったことから作られたキャラクターである。早瀬はGame-Styleとのインタビューの中で、「あるゲームの妹キャラが兄と結ばれた後、兄のことを名前で呼んでしまうことに不満があり、付き合った後も『お兄ちゃん』と呼んでほしかった」と述べる一方、「『一日中兄にべったりな妹』は古く、適度な自立性がないとユーザーからうっとおしがられる可能性があるため、『兄がいなくてもしっかりやっていける妹』として花穂を生み出した」と振り返っており、家の中と外で兄に対する呼び方を変える形で兄に対する甘えが残された。実妹という関係は早瀬の要望であり、実妹という関係を強く出すため、花穂の思考パターンや質問の受け答えを兄に似せている。なお、兄とワンルームで2人暮らしする設定について、早瀬ゆうはそこまですごい設定にしたつもりはなく、兄と別々の部屋になりたくないことを理由に挙げている。
主人公の後輩であるつぐみは、早瀬の理想の後輩像をもとに作られたキャラクターである。宅本はGame-Styleとのインタビューの中で、「将来的には理想のお姉さんになるタイプであり、主人公と触れ合う中でその性質が完成していくのを楽しむキャラクター」であると説明している。
つぐみは「主人公に助けられてばかりでは情けないから、自分を頼ってほしい」という形で心境が変化するキャラクターであり、それを反映するために主人公からつぐみに甘えるイベントCGが用意された。
主人公の先輩である奈々子は、早瀬が「頼りになるお姉さん」のプライベートを想像する中で生まれたキャラクターであり、「年上のお姉さんのやきもち」を表現したキャラクターでもある。また、奈々子は当初赤毛という設定だったが、キャラクターに合わないということから現在の色に変更された。宅本はGame-Styleとのインタビューの中で、「奈々子は5人のメインヒロインの中で唯一学園制服の立ち絵がないため、他のヒロインよりも印象が薄くなることを心配したが、ユーザーからの反響をみて、うまくキャラクターができた」と振り返っている。
主人公の同級生であるさつきは、『晴れハレハーレム』の香澄をさらに強化させるかたちで作られた。さつきは「慣れる前と後の動物」を意識して作られており、主人公と付き合った後はさらに好意を加速させるキャラクターとして描かれている。

### グラフィック
ひなたももが原画を務めることが確定していたため、宅本は一緒に組む原画家はひなたに合う者にしたいということを念頭に置いていた。起用されたあめとゆきもひなた同様、線が多いという共通点があった。
本作に登場する喫茶店「フルーティア」の制服のデザインはひなたが担当した。ひなたは衣装のフリルを強調する傾向にあり、『晴れハレはーれむ』の際は、宅本が「着色が大変なのでフリルを強調しないでほしい」と頼んでいた。本作ではひなたに任せたところ、フリルを多用してしまい、そうしていいといった手前リテイクも出せずそのまま採用としたと宅本はのちに振り返っている。
作中に登場する学園の制服のうち、美浜学園はひなたが担当した。また、あめとは花穂のデザインに加え、彼女の通う友枝女学院の制服のデザインも担当した。
サブキャラクターのデザインはらっこが担当した。宅本は特にこれといった指示は出しておらず、らっこから提出されたデザインを見た際は少し考えた後、インパクトの強さから、ある意味イメージ通りであるとして通った。
宅本は「コミックメガストア」とのインタビューの中で、カラリングは広報にも影響を与えるほどの重要なポイントだと述べており、本作では全員を一度に並べた際のバランスをあまり重視しておらず、キャラクターが最もかわいく見えるようにしたと話している。学園やフルーティアの制服のカラリングも、原画家に数パターン提示してもらい、最も良い案をもとにグラフィックチーフが微調整する形で行われた。
なお、「ギャグ顔を出たときのヒロインの表情が記号になってしまい、生きている感じがしない」という早瀬の考えや、「多用しすぎるとヒロインに性的な感情を抱けなくなる」という宅本の考えから、ゲーム内においてこのような誇張表現は限定的なものとなった。

### 同棲ラブラブル
『同棲ラブラブル』の構想は本作の発売前から存在しており、本作では出し切れなかった魅力を出すという方針で開発された。
宅本は『同棲ラブラブル』について、「5人のヒロインの魅力を最大限に引き出すのがうりであり、サブキャラ攻略のできるファンディスクではなく、かといって続編と呼べるような大層なものではない」と位置付けている。
方針の一環としてキャラクターの髪形を一つずつ増やし、シルエットを通じてヒロインの変化に気付いてもらえるようにした。

## 反響・評価

### 反響・評価（ラブラブル）
| 部門名       | Getchu.com |
| ------------ | ---------- |
| 総合         | 17位       |
| シナリオ     | 圏外       |
| グラフィック | 圏外       |
| 音楽         | 圏外       |
| システム     | 7位        |
| ムービー     | 圏外       |
| エッチ       | 13位       |

Getchu.comによる「美少女ゲーム大賞2011」での結果は右表の通り。また、キャラクター部門でのランクインはなかったものの、ユーザーからは、花穂やつぐみさつきといったヒロインに加え、店長や晴樹といったサブキャラクターを評価する声が寄せられた。エロ部門においても主人公のキャラクター性を評価する声があった。7位にランクインしたシステム部門では、ヒロインが服装や髪形を変える仕組みを評価する声が寄せられた一方、種類を増やしてほしいという声もあった。
Game-Styleのアンケートでは8割が本作を楽しめたという回答が寄せられた。
また、奈々子やさつき、さらには店長のキャラクターが良いという評価もあった。その一方でハーレムルートの導入を求める声もあった。
SMEEの姉妹ブランドのASa Project代表の天都は宅本との対談の中で、本作がSMEEの作風を確立させる作品になったとし、本作発売後に他社から似たような作品が出たものの至らない作品も多く、そこはシナリオライターの手腕が問われた部分だと語っている。

### 反響・評価（同棲ラブラブル）
宅本は2022年に寄せたブログ記事の中で、Hシーンでヒロインの絶頂時の瞳のハイライトを抜く演出が、凌辱を想起させるとして不評だったと明かしている。